# 第二次世界大戦の年表
第二次世界大戦の年表（だいにじせかいたいせんのねんぴょう）は、第二次世界大戦中に起きた主要な出来事についてまとめた年表である。

## 1940年

### 1月
- 1月10日 - ドイツ軍機がベルギーに墜落し、ドイツ軍作戦計画書類がベルギー軍に回収される(メヘレン事件)
- 1月21日 - 浅間丸事件

### 2月
- 2月10日 - ソ連軍、カレリア地峡で攻勢開始。
- 2月11日 - 独ソ経済会談にて、第一次独ソ経済協定の延長決定及び独ソ通商協定締結
- 2月16日 - イギリスが中立のノルウェー海域でドイツ商船を臨検しイギリス軍捕虜を解放(アルトマルク号事件)
- 2月17日 - ソ連軍、マンネルハイム線突破
- 2月22日 - ドイツ、ヴィーキンガー作戦開始

### 3月
- 3月12日 - フィンランドとソ連の間でモスクワ講和条約が締結され、冬戦争終結
- 3月18日 - アドルフ・ヒトラーとベニート・ムッソリーニが会談

### 4月
- 4月5日 - イギリス、ウィルフレッド作戦
- 4月8日 - イギリスの駆逐艦グローウォームがドイツの重巡洋艦アドミラル・ヒッパーに体当たり(衝角攻撃)を行う(トロンヘイム沖海戦)
- 4月9日
  - - ドイツがデンマーク及びノルウェーに侵攻(ヴェーザー演習作戦)、デンマークは無血占領
  - - オスロフィヨルドの戦い
- 4月10日
  - - 第1次ナルヴィク海戦
  - - イギリスでMAUD委員会設立
- 4月12日 - イギリスがデンマーク領フェロー諸島を占領(ヴァレンタイン作戦)
- 4月13日 - 第2次ナルヴィク海戦
- 4月14日 - イギリス軍が、ハーシュタとナムソスへ上陸

### 5月
- 5月10日
  - - ドイツがフランス、オランダ、ベルギー、ルクセンブルクに侵攻(黄色作戦)、まやかし戦争終了
  - - イギリスによるアイスランド侵攻
  - - エバン・エマール要塞の戦い
  - - イギリスのネビル・チェンバレン首相が辞職。チャーチルが第1次チャーチル内閣組織
- 5月12日 - この大戦初の大規模戦車戦アニューの戦い
- 5月13日 - ドイツ、マース川渡河
- 5月14日
  - - ドイツ軍機約50機がロッテルダム爆撃
- 5月15日 - オランダ降伏
- 5月16日 - ドイツ、AB行動開始
- 5月20日 - フランス、レイノー首相が陸軍総司令官ガムランを解任。後任は、ウェイガン。
- 5月20日 - アウシュヴィッツ強制収容所使用開始
- 5月21日 - 連合国軍がドイツに反撃(アラスの戦い)
- 5月24日 - 英仏軍によるダンケルクからの撤退作戦ダンケルクの戦い(ダイナモ作戦)開始
- 5月28日 - ベルギー降伏

### 6月
- 6月3日 - ドイツ空軍がパリを空襲
- 6月4日 - ドイツ、ユーノー作戦開始
- 6月7日
  - - ノルウェー国王がイギリスに亡命
  - - フランス空軍、ドイツを爆撃
- 6月8日
  - - ノルウェー沖海戦
  - - 連合国軍によるノルウェーからの撤退作戦アルファベット作戦完了。ノルウェー王家と政府は、イギリスに亡命。
- 6月10日
  - - イタリアがイギリス・フランスに対し宣戦布告
  - - ノルウェー国内のノルウェー軍が降伏
  - - イタリア空軍、マルタを空襲
- 6月11日 - フランス政府、パリの無防備都市宣言
- 6月12日 - フランスとタイが仏泰相互不可侵条約調印
- 6月13日 - 連合国軍のフランスからの撤退作戦サイクル作戦完了
- 6月14日
  - - ドイツがパリに無血入城
  - - フランス海軍がイタリアを攻撃(ヴァード作戦)
- 6月15日
  - - ソ連がリトアニアに侵攻
  - - 連合国軍のフランス撤退作戦エアリアル作戦開始
- 6月16日 - フィリップ・ペタンがフランス首相に就任
- 6月17日 - ソ連がラトビア及びエストニアに侵攻
- 6月18日 - ド・ゴールの6月18日演説（英語版）
- 6月22日 - 独仏休戦協定締結
- 6月23日 -  シャルル・ド・ゴール、ロンドンにおいて自由フランス委員会（フランス語版）設立(自由フランス)
- 6月26日 - ソ連、ルーマニアに対してベッサラビアと北ブコビナの割譲を要求
- 6月27日 - 伊仏休戦協定締結
- 6月28日
  - - イギリス海軍・オーストラリア海軍とイタリア海軍が衝突(エスペロ船団の戦い)
  - - イギリス、MA3作戦中止
  - - ルーマニア、ソ連の要求を受諾し、ソビエト連邦によるベッサラビアと北ブコビナの占領（英語版）が開始される。

### 7月
- 7月3日 - イギリス海軍がフランス海軍に攻撃(メルセルケビール海戦)
- 7月4日 - 駐エチオピア帝国イタリア軍、スーダンへ侵攻
- 7月5日 - イギリス、レバー作戦開始
- 7月9日 - イギリス海軍・オーストラリア海軍とイタリア海軍がカラブリア半島沖で衝突(カラブリア沖海戦)
- 7月10日
  - - バトル・オブ・ブリテン開始
  - - 1940年7月10日の憲法的法律採択、ヴィシー・フランス発足
- 7月16日 - ヒトラー、総統指令第16号で、あしか作戦（英本土上陸作戦）の立案・準備を8月中旬までに完了することを命ずる
- 7月19日 - ヒトラー、国会で、イギリス国民向けに、”平和か全面的破壊の選択しかない”と演説
- 7月19日 - イギリス海軍・オーストラリア海軍とイタリア海軍が衝突(スパダ岬沖海戦)
- 7月22日 - イギリス国会、ドイツの和平提案を拒否
- 7月31日
  - - イギリスのハリー作戦、クラブラン開始
  - - カリャリ空襲

### 8月
- 8月3日
  - - 英領ソマリランドでイギリスとイタリアが衝突(ソマリランドの戦い)
  - - ソ連、リトアニアを併合、リトアニア・ソビエト社会主義共和国成立
- 8月5日 - ソ連、ラトビアを併合、ラトビア・ソビエト社会主義共和国成立
- 8月6日 - ソ連、エストニアを併合、エストニア・ソビエト社会主義共和国成立
- 8月11日 - ドイツがイギリスのドーバー及びポートランドを空襲
- 8月12日 - ドイツがイギリスのレーダーサイトを爆撃
- 8月13日 - ドイツ、イギリスへの航空攻撃作戦開始 (バトル・オブ・ブリテン#ドイツ空軍の標的変更)
- 8月15日 - イギリス南部でイギリスとドイツの空中戦(暗黒の木曜日)
- 8月24日 - ドイツがホーンチャーチなどを大規模空襲
- 8月26日 - イギリス空軍がベルリンを夜間爆撃
- 8月30日
  - - イギリス、ハッツ作戦開始
  - - 第二次ウィーン裁定、ルーマニア王国がハンガリー王国に北部トランシルヴァニアを割譲

### 9月
- 9月6日 - ルーマニアでイオン・アントネスクとホリア・シマによるクーデターで、カロル2世が退位させられて、18歳のミハイ1世が即位する（アントネスク・鉄衛団政権（英語版））
- 9月7日
  - - ドイツ軍機約1000機によるロンドン空襲
  - - クラヨーヴァ条約により、ルーマニアがブルガリア王国に南部ドブルジャを割譲
- 9月9日 - イタリアがエジプトに対し軍事進攻
- 9月17日
  - - イギリスのアウトワード作戦
  - - ドイツ、ゼーレーヴェ作戦延期
- 9月23日
  - - イギリス海軍とヴィシー・フランス海軍が衝突(ダカール沖海戦)
  - - 日本、北部仏印進駐
- 9月27日 - 日独伊三国同盟調印
- 9月28日 - イギリス、MB5作戦開始

### 10月
- 10月3日 - ドイツ占領下のフランスで反ユダヤ法可決
- 10月4日 - ヒトラーとムッソリーニが会談
- 10月8日 - ドイツ軍がルーマニアへの駐屯を開始
- 10月12日
  - - アシカ作戦が最低でも来年春まで延期となる
  - - イギリス海軍とイタリア海軍が衝突(パッセロ岬沖海戦)
  - - 自由フランス軍、ガボンへ侵攻
- 10月23日 - ヒトラーとフランシスコ・フランコが会談（アンダイエ会談）
- 10月27日 - ドイツ、大西洋及びインド洋にて通商破壊開始
- 10月28日
  - - イタリアがギリシャへ侵攻、ギリシャ・イタリア戦争開始
  - - ヒトラーとムッソリーニが会談

### 11月
- 11月5日
  - - イギリスのHX84船団がドイツに攻撃される
  - - ルーズベルトがアメリカ大統領に選出
- 11月8日 - ギリシャ軍がイタリア軍に反撃
- 11月10日 - イギリス、MB8作戦開始
- 11月11日
  - - タラント空襲
  - - オートメドン号事件 ドイツの仮装巡洋艦アトランティスが、ソマリア沖で貨物船オートメドンを捕獲するが、イギリスの極東軍備に関する機密文書がドイツ側の手に落ちる。
- 11月12日
  - - イギリス海軍・オーストラリア海軍とイタリア海軍が衝突(オトラント海峡海戦)
  - - イギリス、MB9作戦開始
  - - ソ連外相モロトフが、独ソ間の懸案調整の為、ベルリンを訪問
- 11月14日 - ドイツがコヴェントリーを空襲
- 11月15日 - イギリス、ホワイト作戦開始
- 11月20日 - ハンガリーが日独伊三国同盟に加盟
- 11月23日
  - - タイ・フランス領インドシナ紛争
  - - ルーマニアが日独伊三国同盟に加盟
- 11月24日 - スロバキア共和国が日独伊三国同盟に加盟
- 11月27日 - イギリス海軍とイタリア海軍が衝突(スパルティヴェント岬沖海戦)
- 11月30日 - ドイツ、ノルトゼートゥーア作戦開始

### 12月
- 12月8日 - エジプトに駐在していたイギリス軍がイタリア軍に反撃開始(コンパス作戦)
- 12月18日 - ヒトラー、総統指令第21号で、翌春の対ソ作戦準備指示
- 12月20日
  - - ドイツ、シシリー島へ展開しイタリア援護
  - - イギリス、ハイド作戦開始
- 12月27日 - ドイツ、ナウルを砲撃
- 12月29日
  - - ドイツ、ロンドンを空襲
  - - ルーズベルト、炉辺談話発表

## 1941年

### 1月
- 1月3日 - イギリス軍がリビア駐在のイタリア軍に砲撃(MC5作戦)
- 1月6日
  - - イギリス、MC4作戦開始
  - - ルーズベルト、四つの自由提唱
- 1月10日 - 独ソ不可侵条約更新
- 1月17日 - コーチャン島沖海戦
- 1月20日～1月23日 - ルーマニアにおいて鉄衛団の反乱とブカレスト虐殺（英語版）発生、鉄衛団は敗北しアントネスク単独政権が成立
- 1月28日 - タイ・フランス領インドシナ紛争に日本が調停申し入れ、両軍停戦
- 1月29日 - 米英参謀会談開催
- 1月31日 - イギリス、ピケット作戦及びリザルト作戦開始

### 2月
- 2月2日 - タイ・フランス領インドシナ紛争の調停会議が東京で開催
- 2月3日 - ケレンの戦い
- 2月9日 - イギリス、グロッグ作戦開始
- 2月14日 - イギリス、伊領ソマリランドに上陸
- 2月23日
  - - イギリス、アブステンション作戦開始
  - - 自由フランス、エリトリアへ侵攻

### 3月
- 3月1日
  - - ブルガリアが日独伊三国同盟に加盟、枢軸国入り
  - - 自由フランス、チャドを占領
- 3月4日 - イギリスコマンド部隊、行動開始
- 3月16日 - イギリス、ベルベラに上陸
- 3月24日 - ロンメルがドイツの意向を無視し、イギリス軍拠点のエル・アゲイラを奇襲(ゾネンブルーメ作戦)
- 3月25日 - ユーゴスラビアが日独伊三国同盟に加盟
- 3月26日
  - - ユーゴスラビアで親独政権に反対するクーデター発生、政権崩壊
  - - イタリア海軍、スダ湾急襲(巡洋艦ヨークの撃破)
- 3月27日 - マタパン岬沖海戦
- 3月31日 - ドイツアフリカ軍団がキレナイカにて攻勢

### 4月
- 4月1日 - イギリス、ウィンチ作戦開始
- 4月3日
  - - ドイツアフリカ軍団、北アフリカ戦線でイギリスを破る
  - - イラクで親独派がクーデター
- 4月4日 - イタリア、アディスアベバ放棄
- 4月6日
  - - ドイツ・ハンガリー・ルーマニア・ブルガリアがギリシャ、ユーゴスラビアに侵攻
  - - ユーゴスラビアがソ連と不可侵条約締結
  - - ギリシャの戦い
- 4月10日
  - - トブルク包囲戦
  - - ドイツの傀儡政権クロアチア独立国樹立
- 4月12日 - アメリカ、グリーンランドへ上陸
- 4月13日 - 日ソ中立条約調印
- 4月16日
  - - 日米交渉正式に開始
  - - タリゴ船団の戦い
- 4月17日 - ユーゴスラビア降伏
- 4月23日 - ギリシャ降伏
- 4月24日 - イギリス、ダンロップ作戦とセイリエント作戦開始
- 4月25日 - ドイツ、リムノス島へ上陸
- 4月27日 - ドイツ、アテネ入城
- 4月28日 - ユーゴスラビアのドイツ第2軍司令官フォン・ヴァイクス、パルチザン対策強化
- 4月30日
  - - ドイツ、トブルクを攻撃
  - - ドイツ、セルビア救国政府樹立

### 5月
- 5月2日 - アングロ・イラク戦争
- 5月9日 - 東京条約調印、タイ・フランス領インドシナ紛争終結
- 5月5日 - イギリス、MD4作戦開始
- 5月13日 - ドイツ、戦時裁判命令発令
- 5月14日 - パリ在住のユダヤ人が、フランス国内の強制収容所に収監
- 5月15日
  - - ブレビティ作戦（英語版）開始
  - - 日本政府、治安維持法改正
- 5月19日 - イギリス、スプライス作戦開始
- 5月20日 - クレタ島の戦い
- 5月24日 - デンマーク海峡海戦
- 5月27日 - イギリス、バグダッドへ侵攻

### 6月
- 6月5日 - イギリス、ロケット作戦開始
- 6月6日 - ドイツ、コミッサール指令を発令
- 6月8日
  - - イギリス・自由フランス、エクスポーター作戦開始
  - - シリア・レバノン戦役
- 6月13日 - イギリス、トレイサー作戦開始
- 6月15日 - イギリス、バトルアクス作戦開始
- 6月22日
  - - ドイツ、バルバロッサ作戦発動しソ連を総攻撃(独ソ戦、ミンスクの戦い)
  - - ドイツ、トナカイ作戦開始
- 6月23日 - リトアニア臨時政府成立
- 6月24日 - 青師団設立
- 6月25日 フィンランドはソ連に宣戦　継続戦争
- 6月26日
  - - ドイツ、西ドヴィナ川の橋確保
  - - ソ連の駆逐艦がルーマニアのコンスタンツァを艦砲射撃
- 6月27日 - ハンガリーがソ連に宣戦布告
- 6月29日
  - - ドイツ、白金狐作戦開始
  - - イギリス、レイルウェイ作戦開始
- 6月30日 - ドイツが日本に対ソ参戦要求

### 7月
- 7月1日 - ドイツ、北極狐作戦開始
- 7月2日 - ドイツ及びルーマニア王国がミュンヘン作戦発動
- 7月6日 - 第一次スモレンスク攻防戦
- 7月7日 - アメリカ軍、アイスランドへ上陸
- 7月9日 - ドイツ、旧国境陣地線(スターリン線)突破
- 7月10日
  - - スターリンが統帥権掌握
  - - イェドヴァブネ事件発生
- 7月12日 - 英ソ相互援助協定締結
- 7月15日 - ウーマニの戦い
- 7月16日 - ドイツ、パリにてユダヤ人一斉検挙(ヴェロドローム・ディヴェール大量検挙事件)
- 7月21日
  - - イギリス、サブスタンス作戦開始
  - - ドイツ、モスクワを空襲
- 7月22日 - イギリス、EF作戦開始
- 7月23日 - キエフ包囲戦開始
- 7月25日 - アメリカが在米日本資産凍結
- 7月26日 - イギリスが在英日本資産凍結
- 7月27日 - オランダ領東インドが在蘭印日本資産凍結
- 7月28日 - 日本、南部仏印進駐
- 7月29日 - イギリス、スタイル作戦開始
- 7月31日
  - - フィンランド、冬戦争で失ったカレリア地峡の奪還開始
  - - フィンランド、前日にイギリス艦載機がペツァモを空爆したので、イギリスと断交

### 8月
- 8月1日 - アメリカ、日本に対し石油輸出を全面禁止
- 8月5日 - オデッサの戦い
- 8月9日
  - - 大西洋会談開催、大西洋憲章の調印
  - - モンゴルがドイツに宣戦布告
- 8月21日 - イギリス、ミンスミート作戦開始
- 8月23日 - 第一次キエフ攻防戦
- 8月24日 - ヒトラー、T4作戦の中止を命令
- 8月25日 - イギリス・ソ連がイランへ侵攻(イラン進駐)
- 8月26日 - ヴィシー政府、自由地区を中心にユダヤ人一斉検挙
- 8月30日 - ドイツ軍がネヴァ川に達する

### 9月
- 9月4日 - ドイツ軍がレニングラード市内、またペレコープ地峡への砲撃開始
- 9月8日
  - - レニングラード包囲戦の開始
  - - イギリス、ステイタスI作戦開始
- 9月10日 - イギリス、ステイタスII作戦開始
- 9月11日 - ドイツ軍がドゥーデルホフの丘占領
- 9月12日 - ロストフの戦い
- 9月13日 - ドイツ及びフィンランド、ノルトヴィント作戦発動
- 9月17日 - イギリス・ソ連がテヘラン占領
- 9月19日
  - - イタリアがジブラルタルへ攻撃開始
  - - ドイツ、キエフ入城
- 9月24日 - ドイツ軍、クリミアのペレコープ地峡を総攻撃
- 9月25日 - イギリス、ハルバード作戦開始
- 9月27日 - 駐エチオピアイタリア軍降伏
- 9月29日
  - - 第1回モスクワ会談開催
  - - ドイツ、バビ・ヤールにて、一度に最多の犠牲者を出したバビ・ヤール大虐殺開始
- 9月30日 - モスクワ攻略作戦(タイフーン作戦)開始

### 10月
- 10月1日 - アメリカ・イギリスがソ連に対し武器貸与約束
- 10月16日
  - - イギリス、コールボーイ作戦開始
  - - オデッサが陥落
- 10月18日 - 日本において東条英機が首相就任
- 10月19日
  - - モスクワ全土に戒厳令発令
  - - 例年よりも早い冬の訪れにより、ドイツ軍の進攻止まる
- 10月20日 - 第一次ハリコフ攻防戦

### 11月
- 11月9日 - デュースブルク船団の戦い
- 11月10日 - イギリス、パーペテュアル作戦開始
- 11月15日 - ドイツ軍がモスクワ攻勢再開(秋季攻勢)
- 11月18日 - 北アフリカ戦線でイギリス軍が反攻開始(クルセーダー作戦)
- 11月25日 - ベルリンで、防共協定の更新式典。新たに、ブルガリア、フィンランド、ルーマニア、クロアチア、スロバキアが署名
- 11月26日 - アメリカ、ハル・ノート提示
- 11月27日 - 日本政府がハル・ノートを最後通牒と認識
- 11月28日 - エチオピアがイタリアから独立

### 12月
- 12月1日 - 日本、御前会議でアメリカ、イギリス、オランダに対し開戦を決定
- 12月5日 - ソ連軍の冬季反攻開始
- 12月6日 - イギリス、フィンランドに宣戦
- 12月7日 - イギリス、ハンガリーとルーマニアに宣戦
- 12月8日
  - - ワード号事件
  - - 日本、アメリカ海軍の真珠湾基地を奇襲(真珠湾攻撃)し、アメリカ・イギリスに宣戦布告
  - - マレー半島上陸
  - - ウェーク島の戦い
  - - フィリピンの戦い
  - - 香港の戦い
  - - グアムの戦い
  - - イギリスが日本に宣戦布告
  - - アメリカが日本に宣戦布告
  - - 太平洋戦争勃発
  - - ドイツ軍、チフヴィンを撤退し、スヴィリ川のフィンランド軍との連結を断念
  - - 日本軍機がハワイ諸島に不時着(ニイハウ島事件)
- 12月9日 - 中華民国が日本・ドイツ・イタリアに宣戦布告
- 12月10日
  - - マレー沖海戦、大艦巨砲主義が終焉を迎える
  - - 日本がルソン島上陸
  - - オランダが日本に宣戦布告
- 12月11日
  - - 日独伊単独不講和協定締結
  - - ドイツがアメリカに宣戦布告
  - - 日泰攻守同盟条約締結
- 12月13日 - ボン岬沖海戦
- 12月15日 - 日本がペナン島占領
- 12月16日 - 日本がボルネオ上陸
- 12月17日 - 第1次シルテ湾海戦
- 12月18日 - アメリカ、核兵器開発を決定
- 12月19日 - イタリア海軍がイギリス海軍を攻撃(アレクサンドリア港攻撃)
- 12月22日
  - - 日本がウェーク島上陸
  - - アルカディア会談開催
- 12月25日 - 日本が香港占領、香港駐在のイギリス軍降伏
- 12月26日 - ソ連軍、クリミアのケルチ半島に上陸
- 12月27日 - ドイツ、Uボートによるパウケンシュラーク作戦開始
- 12月30日 - ソ連軍、クリミアのケルチとフェオドシアを奪還

## 1942年

### 1月
- 1月1日 - 連合国共同宣言調印
- 1月2日 - 日本、マニラ無血占領
- 1月8日 - 連合国軍、タイに攻撃開始
- 1月11日 - 日本がオランダに宣戦布告
- 1月16日 - イギリス、MF3作戦開始
- 1月18日 - ホルムの戦い
- 1月19日 - ファン・イムホフ号事件
- 1月20日 - ドイツにおいて、ヨーロッパのユダヤ人絶滅に関するヴァンゼー会議の開催
- 1月24日 - バリクパパン沖海戦
- 1月25日 - タイがアメリカ・イギリスに宣戦布告
- 1月27日 - エンドウ沖海戦
- 1月31日 - イギリス・エチオピア協定（英語版）、イギリスがエチオピアの独立を確認

### 2月
- 2月1日 - アメリカがマーシャル・ギルバート諸島を空襲
- 2月4日 - ジャワ沖海戦
- 2月8日 - デミャンスク包囲戦
- 2月12日 - イギリス、MF5作戦開始
- 2月15日 - 日本、シンガポール占領
- 2月19日
  - - 日本、オーストラリアへ空襲開始(ダーウィン空襲)
  - - アメリカ、大統領令9066号発令、日系人の強制収容開始
- 2月20日
  - - バリ島沖海戦
  - - ニューギニア沖海戦
- 2月27日 - スラバヤ沖海戦

### 3月
- 3月1日 - バタビア沖海戦
- 3月7日 - ニューギニア戦線においてポートモレスビーの覇権をめぐり日本とアメリカ・オーストラリアが衝突(ポートモレスビー作戦)
- 3月8日
  - - 日本、ラングーン占領
  - - 日本、東部ニューギニア占領、ニューギニアの戦い
- 3月9日 - ジャワ島駐在のオランダ軍降伏
- 3月22日 - 第2次シルテ湾海戦
- 3月28日 - イギリス、サン＝ナゼール強襲

### 4月
- 4月5日 - セイロン沖海戦
- 4月9日 - 日本がバターン半島占領
- 4月18日 - アメリカ軍がドーリットル空襲
- 4月19日 - マッカーサー、西南太平洋連合軍司令官に就任

### 5月
- 5月1日 - 日本、ビルマ占領
- 5月5日 - マダガスカルの戦い
- 5月7日
  - - マニラ湾、コレヒドール島のアメリカ軍降伏
  - - 珊瑚海海戦
- 5月10日 - イギリス、MG2作戦開始
- 5月12日 - 第二次ハリコフ攻防戦
- 5月22日 - メキシコが枢軸国に宣戦布告
- 5月26日
  - - ガザラの戦い
  - - ビル・ハケイムの戦い
- 5月27日 - イギリス・チェコスロヴァキア、エンスラポイド作戦決行

### 6月
- 6月5日 - ミッドウェー海戦
- 6月10日
  - - イギリス、ハープーン作戦開始
  - - 保安警察がリディツェ及びレジャーキにて村人を虐殺
- 6月12日 - 連合国軍、ヴィガラス作戦開始
- 6月18日 - ドイツ、トブルク要塞包囲
- 6月19日 - 第2回ワシントン会談開催
- 6月28日 - ウクライナ東部で、ドイツ軍の夏季攻勢、ブラウ作戦始まる

### 7月
- 7月1日 - 第一次エル・アラメイン会戦
- 7月2日 - アメリカ、ウォッチタワー作戦開始
- 7月16日 - ヴェル・ディヴ事件発生
- 7月18日 - 日本、ポートモレスビー攻略作戦開始
- 7月28日 - スターリン、ソ連国防人民委員令第227号発令

### 8月
- 8月2日 - イギリス、ペデスタル作戦開始
- 8月6日 - 日本、遣独潜水艦作戦開始
- 8月7日 - アメリカ、ガダルカナル島上陸
- 8月9日 - 第一次ソロモン海戦
- 8月12日 - 第2回モスクワ会談開催
- 8月16日 - ドイツ、ヴンダーラント作戦開始
- 8月19日 - ディエップの戦い
- 8月21日 - 日本軍によるガダルカナル島の飛行場奪還作戦イル川渡河戦
- 8月22日
  - - ドイツ、スターリングラード猛攻撃
  - - ブラジルが枢軸国に宣戦布告
- 8月24日
  - - 第二次ソロモン海戦
  - - ラビの戦い
- 8月31日 - アラム・ハルファの戦い

### 9月
- 9月12日 - 日本、ガダルカナル島にて総攻撃
- 9月13日 - イギリス・南ローデシア・ニュージーランド、アグリーメント作戦開始

### 10月
- 10月12日 - サボ島沖海戦
- 10月21日 - シャーシル会談開催
- 10月23日 - 第二次エル・アラメイン会戦
- 10月24日 - 日本、二回目のガダルカナル島総攻撃
- 10月26日 - 南太平洋海戦

### 11月
- 11月8日
  - - 連合国軍、トーチ作戦開始
  - - カサブランカ沖海戦
  - - ターミナル作戦
- 11月10日 - チュニジア戦線（英語版）においてチュニス攻勢（英語版）
- 11月10日 - ドイツ、ヴィシー政権統治域の南フランスの占領を開始(アントン作戦)
- 11月12日 - 第三次ソロモン海戦
- 11月19日 - ソ連、スターリングラードで大反撃開始(天王星作戦)
- 11月20日 - イギリス、ストーンエイジ作戦開始
- 11月22日 - ドイツ、ドン川及びヴォルガ川より退却
- 11月25日 - ソ連、火星作戦開始(第二次ルジェフ会戦)
- 11月27日 - ドイツ軍の接収防止のため、ヴィシー・フランス軍多数の軍艦を自沈(トゥーロン港自沈)
- 11月30日 - ルンガ沖夜戦

### 12月
- 12月6日 - イギリス、オイスター作戦開始
- 12月11日
  - - 枢軸国軍、赤軍に包囲された友軍の救出開始(冬の嵐作戦)
  - - 冬の嵐作戦を妨害するため、ソ連軍、小土星作戦開始
- 12月14日 - エチオピア帝国が枢軸国に宣戦布告
- 12月31日 - 日本大本営、ガダルカナル島からの撤退を決定

## 1943年

### 1月
- 1月7日 - ラエ・サラモアの戦い
- 1月9日 - 日本の傀儡政権、中華民国南京国民政府が、アメリカ・イギリスに宣戦布告
- 1月12日 - イスクラ作戦
- 1月13日 - ニコラエフカの戦い
- 1月14日 - カサブランカ会談開催
- 1月17日 - イラクが枢軸国に宣戦布告
- 1月30日
  - - ファイド峠の戦い
  - - ヒトラー、スターリングラードのドイツ軍に玉砕命令

### 2月
- 2月1日 - 日本軍、ガダルカナル島より撤退開始(ケ号作戦)
- 2月14日 - スィディ・ブジドの戦い（英語版）
- 2月19日
  - - カセリーヌ峠の戦い
  - - 第三次ハリコフ攻防戦

### 3月
- 3月1日 - ドイツ軍がルジェフから撤退開始(水牛作戦)
- 3月2日 - ビスマルク海海戦
- 3月5日 - ビラ・スタンモーア夜戦
- 3月10日 - イギリス、チャスタイズ作戦開始
- 3月16日 - マレスラインの戦い（英語版）
- 3月23日 - エル・グェタルの戦い（英語版）
- 3月27日 - アッツ島沖海戦
- 3月28日 - アメリカ、カートホイール作戦開始

### 4月
- 4月5日 - 連合国軍、フラックス作戦（英語版）発動
- 4月6日 - ワジ・アカリトの戦い（英語版）
- 4月7日 - ボリビアが枢軸国に宣戦布告
- 4月13日 - カティンの森事件の発覚
- 4月16日 - チーニョ船団の戦い
- 4月18日 - 海軍甲事件

- 4月19日 - イギリス、ミンスミート作戦開始
- 4月22日 - ロングストップ・ヒルの戦い (1943)（英語版）
- 4月26日 - ドイツ、遣日潜水艦作戦発動
- 4月27日 - 609丘陵の戦い（英語版）

### 5月
- 5月6日 - 連合国軍、バルカン作戦（英語版）発動
- 5月8日 - 連合国軍、レトリビューション作戦発動
- 5月12日 - 第3回ワシントン会談開催
- 5月17日 - イギリス空軍、ドイツルール地方のダム数基を破壊
- 5月29日 - 日本軍、アッツ島で玉砕

### 6月
- 6月3日 - アルジェにおいてフランス国民解放委員会（英語版）成立
- 6月10日 - 連合国軍がパンテッレリーア島侵攻開始(コークスクリュー作戦)
- 6月16日 - イタリア、遣日潜水艦作戦発動
- 6月30日 - 連合国軍がニューブリテン島やニュージョージア島へ攻撃、ニュージョージア島の戦い

### 7月
- 7月3日 - イギリス軍機約800機がハンブルク空襲、ハンブルクの戦い開始
- 7月4日 - 史上最大の戦車戦、クルスク会戦
- 7月5日 - クラ湾夜戦
- 7月10日 - 連合国軍がシチリア半島に上陸開始(ハスキー作戦)
- 7月12日
  - - コロンバンガラ島沖海戦
  - - プロホロフカの戦い
- 7月14日 - ビスケーの虐殺（英語版）
- 7月24日 - 連合国軍がハンブルクを重爆撃
- 7月25日 - クーデターによりムッソリーニが首相解任、幽閉
- 7月26日 - コロンビアが枢軸国に宣戦布告

### 8月
- 8月1日
  - - 日本の傀儡政権、ビルマ国樹立
  - - アメリカ、タイダルウェーブ作戦実行
- 8月6日 - ベラ湾夜戦
- 8月7日 - 第二次スモレンスク攻防戦
- 8月9日 - イギリス軍機約200機がケルンを夜間空襲、ドイツはイノシシ戦法で対抗
- 8月17日
  - - ケベック会談開催
  - - 第一次ベララベラ海戦
- 8月23日 - 連合国軍がベルリンを重爆撃
- 8月24日 - ドニエプル川の戦い

### 9月
- 9月3日
  - - 連合国軍がイタリア半島上陸開始(イタリア侵攻、ベイタウン作戦)
  - - イタリアが連合国と休戦協定締結（イタリアの降伏）
- 9月8日 - イタリアの休戦が公表される。ドイツ、アッシェ作戦（英語版）によるイタリア占領を開始。
- 9月9日
  - - アメリカ、サレルノ上陸開始(アヴァランチ作戦)
  - - イギリス、タラント上陸開始(スラップスティック作戦)
  - - イランが枢軸国に宣戦布告
- 9月12日 - ドイツ、ムッソリーニ救出(グラン・サッソ襲撃)
- 9月15日 - ヒトラーとムッソリーニが会合
- 9月18日 - 共和ファシスト党誕生
- 9月22日 - フィンシュハーフェンの戦い
- 9月23日 - ムッソリーニを国家元首とするイタリア社会共和国樹立

### 10月
- 10月4日 - アメリカ、リーダー作戦開始
- 10月6日 - 第二次ベララベラ海戦
- 10月13日 - イタリア王国がドイツに宣戦布告
- 10月14日 - フィリピン第二共和国樹立
- 10月18日 - 第3回モスクワ会談（英語版）開催
- 10月21日 - イギリスの植民地支配からの独立を図り、自由インド仮政府樹立

### 11月
- 11月1日 - ブーゲンビル島沖海戦
- 11月3日
  - - 第二次キエフ攻防戦（英語版）
  - - ドイツ、ルブリン強制収容所でユダヤ人を大量殺害(収穫祭作戦)
- 11月5日 - 東京で大東亜会議開催
- 11月6日 - ソ連、キエフ奪還
- 11月9日 - イタリア王国首相ピエトロ・バドリオ元帥がイタリアの降伏文書に署名
- 11月18日 - イギリス、ベルリンを夜間爆撃
- 11月21日 - ギルバート諸島沖航空戦
- 11月22日 - カイロ会談開催
- 11月24日 - セント・ジョージ岬沖海戦
- 11月27日
  - - アメリカ・イギリス・中華民国がカイロ宣言に署名
  - - 日本の病院船ぶゑのすあいれす丸がアメリカ軍の攻撃により沈没
- 11月28日 - テヘラン会談開催
- 11月29日 - ユーゴスラビアが独立宣言

### 12月
- 12月4日
  - - ユーゴスラビアが枢軸国に宣戦布告
  - - 第2回カイロ会談（英語版）開催

## 1944年

### 1月
- 1月1日 - シリアがフランスからの独立を宣言
- 1月14日 - コルスン包囲戦
- 1月17日 - モンテ・カッシーノの戦い
- 1月20日 - ソ連、ドイツからレニングラード市解放
- 1月22日 - アンツィオの戦い
- 1月24日 - コルスン包囲戦
- 1月27日 - リベリアが枢軸国に宣戦布告
- 1月30日 - ブラザヴィル会議（フランス語版）開催

### 2月
- 2月1日 - 赤軍、キンギゼップ・グドフ攻勢（英語版）開始
- 2月2日 - ナルヴァの戦い、ナルヴァ橋頭堡の戦い（英語版）
- 2月27日 - アメリカ、ジニー1号作戦開始
- 2月29日 - アドミラルティ諸島の戦い

### 3月
- 3月8日
  - - 日本、インパール作戦開始
  - - ドイツ、マルガレーテII作戦を発動、ハンガリーの占領を開始
- 3月20日 - アメリカ軍、エミラウ島を無血占領
- 3月22日 - アメリカ、ジニー2号作戦開始
- 3月25日 - カメネツ＝ポドリスキー包囲戦
- 3月30日 - イギリス、タングステン作戦開始

### 4月
- 4月1日 - 突撃隊がアスクの虐殺を起こす
- 4月8日 - 第一次ヤッシー＝キシニョフ攻防戦
- 4月9日 - 第一次トゥルグ・フルモス攻防戦
- 4月11日 - ケルチ解放
- 4月12日 - ポドゥ・イロアイェイの戦い
- 4月22日 - ホーランジアの戦い

### 5月
- 5月1日 - イギリス連邦首相会議開催
- 5月2日 - 第二次トゥルグ・フルモス攻防戦
- 5月9日 - セヴァストポリ周辺の枢軸国軍が降伏
- 5月17日 - スターリン、クリミア・タタール人追放開始
- 5月18日 - アメリカ、ワクデ島上陸
- 5月27日 - ビアク島の戦い

### 6月
- 6月3日 - フランス共和国臨時政府設立
- 6月4日 - アメリカ・イギリスがローマ入城
- 6月5日 - 連合国軍、ノルマンディー上陸作戦直前の空挺作戦であるトンガ作戦開始
- 6月6日
  - - 連合国軍、ノルマンディー上陸作戦直前の空挺作戦であるシカゴ作戦（英語版）、デトロイト作戦（英語版）開始
  - - 連合国軍、史上最大の上陸作戦ノルマンディー上陸作戦(ソード・ビーチ・ジュノー・ビーチ・ゴールド・ビーチ・オマハ・ビーチ・ユタ・ビーチ)開始
  - - シェルブールの戦い
- 6月9日 - 継続戦争にてソ連が攻勢(ヴィボルグ-ペトロザヴォーツク攻勢)
- 6月10日 - 武装親衛隊がフランス、オラドゥール＝シュル＝グラヌで大量虐殺を行い、村が壊滅
- 6月13日 - ヴィレル・ボカージュの戦い
- 6月14日 - ヴァンメルスー・タイペレ線(VT線)をめぐりソ連とフィンランドが衝突(クーテルセルカの戦い)
- 6月15日 - アメリカ軍がサイパン上陸、サイパンの戦い
- 6月19日 - マリアナ沖海戦
- 6月22日 - 短期間で大量の死者を出した、ドイツに対するソ連の大規模反攻バグラチオン作戦開始
- 6月25日 - タリ＝イハンタラの戦い
- 6月26日 - イギリス、エプソム作戦（英語版）開始
- 6月29日 - 日本の貨物船富山丸沈没

### 7月
- 7月4日
  - - 日本、インパール作戦中止
  - - ヴオサルミの戦い
  - - ソ連、ヴィープリ湾上陸作戦開始
- 7月7日 - 日本のサイパン守備隊が玉砕
- 7月10日 - アイタペの戦い
- 7月13日 - ソ連、リヴォフ＝サンドミール作戦開始
- 7月18日
  - - イギリス、グッドウッド作戦（英語版）開始
  - - カナダ、アトランティック作戦（英語版）開始
- 7月20日 - ドイツ陸軍将校らによるヒトラー暗殺未遂事件とクーデター発生(7月20日事件)
- 7月21日 - ソ連主導によるポーランド国民解放委員会（ルブリン政権）設立
- 7月24日 - アメリカ、テニアン上陸
- 7月25日
  - - タンネンベルク線の戦い（英語版）
  - - イギリス・カナダ、スプリング作戦（英語版）開始
  - - アメリカ、コブラ作戦開始
- 7月26日 - イロマンツィの戦い
- 7月30日
  - - サンサポールの戦い
  - - イギリス、ブルーコート作戦（英語版）開始

### 8月
- 8月1日 - ワルシャワ蜂起
- 8月3日 - 日本のテニアン守備隊が玉砕
- 8月4日 - アメリカ、スカベンジャー作戦開始
- 8月5日 - カウラ事件
- 8月7日
  - - ドイツ、リュティヒ作戦開始
  - - ブレストの戦い（英語版）
- 8月8日 - 連合国軍、トータライズ作戦（英語版）開始
- 8月10日 - 日本のグアム守備隊が玉砕
- 8月12日 - ファレーズ・ポケットの開始
- 8月14日 - 連合国軍、トラクタブル作戦（英語版）開始
- 8月15日 - 連合国軍、ドラグーン作戦開始
- 8月19日 - パリ内のレジスタンスが蜂起
- 8月20日 - ソ連、ドイツ・ルーマニアに対し第二次ヤッシー＝キシニョフ攻防戦
- 8月21日 - ダンバートン・オークス会議開催
- 8月22日 - 日本の貨物船対馬丸沈没
- 8月23日 - ルーマニアにおいてミハイ1世のクーデター、アントネスク政権崩壊
- 8月24日 - ルーマニア王国がソ連と休戦協定を締結。
- 8月25日
  - - 連合国軍、パリ入城
  - - ルーマニアがドイツに宣戦布告
  - - ヴィシー政権崩壊
- 8月26日 - ブルガリアが中立宣言
- 8月31日 - ソ連、ブカレストに入る

### 9月
- 9月2日 - ヒトラー、ギリシャの放棄を命じる
- 9月5日 - ソ連、ブルガリアに宣戦布告
- 9月8日 - ムーブルッヘの戦い（英語版）
- 9月9日
  - - ブルガリアでクーデターが起こり（ブルガリアクーデター (1944年)（英語版））、政権交代、連合国軍側へ付きドイツへ宣戦布告
  - - ドイツ、ハウデーゲン作戦開始
- 9月10日
  - - 連合国軍がドイツからル・アーヴル港の奪還開始(アストニア作戦)
  - - マキがドイツ軍捕虜を殺害
- 9月12日
  - - ルーマニア、アメリカ・イギリス・ソ連三国と休戦協定締結
  - - 第2回ケベック会談開催
- 9月14日 - ソ連、リガ攻略作戦（ロシア語版）開始、バルト海攻勢
- 9月15日 - モロタイ島の戦い - ドイツ、タンネ・オスト作戦発動
- 9月17日
  - - ソ連、タリン攻略作戦（ロシア語版）開始
  - - 連合国軍、マーケット・ガーデン作戦開始
- 9月18日 - メスの戦い
- 9月19日
  - - フィンランドがソ連とモスクワ休戦協定締結、継続戦争終了
  - - ヒュルトゲンの森の戦い
- 9月27日 - ソ連、ムーンズント上陸作戦（ロシア語版）開始

### 10月
- 10月1日
  - - アーヘンの戦い
  - - ラップランド戦争
- 10月2日 - スヘルデの戦い
- 10月5日 - ソ連、メーメル攻略作戦（ロシア語版）開始
- 10月6日
  - - デブレツェンの戦い
  - - カナダ、スイッチバック作戦開始
- 10月9日 - 第4回モスクワ会談（英語版）開催
- 10月10日 - アメリカが那覇を大規模空襲(十・十空襲)
- 10月11日
  - - ソ連、東プロイセンでドイツ国境突破
  - - トゥヴァ人民共和国、ソ連に併合
- 10月12日
  - - 台湾沖航空戦
  - - ロヴァニエミの戦い
- 10月14日 - イギリス、マナ作戦（英語版）開始
- 10月15日
  - - クールラント・ポケット形成
  - - ドイツ、ミッキーマウス作戦開始
  - - ドイツ及び矢十字党によるハンガリー王国のクーデター作戦開始。ハンガリー摂政ホルティ・ミクローシュ退位
- 10月16日
  - - ハンガリー国民統一政府成立
  - - 第一次東プロイセン攻勢（英語版）開始
- 10月18日 - 日本、捷一号作戦開始
- 10月20日
  - - アメリカ、レイテ島上陸
  - - ソ連軍・ユーゴ人民解放軍、ドイツよりベオグラード解放
- 10月23日 - 史上最大規模の海戦レイテ沖海戦
- 10月24日 - カナダ、ヴァイタリティ作戦開始
- 10月25日 - 神風特別攻撃隊初の戦果、特攻開始
- 10月29日
  - - イギリス、オブヴィエイト作戦開始
  - - ソ連、大規模なブダペスト攻勢
- 10月31日 - ワルヘレン島の戦い（英語版）

### 11月
- 11月1日 - イギリス・カナダ、インファチュエイト作戦（英語版）開始
- 11月3日 - 日本、風船爆弾使用開始
- 11月12日 - ソ連の支持で東トルキスタン共和国樹立
- 11月29日 - アルバニア民主政府成立

### 12月
- 12月16日
  - - ドイツ、西部戦線において、最後の大反撃ラインの守り作戦開始
  - - グライフ作戦
  - - ザンクト・フィートの戦い（英語版）
- 12月17日
  - - ドイツ、シュテッサー作戦（英語版）開始
  - - パイパー戦闘団の攻撃（イタリア語版）
  - - マルメディ虐殺事件
- 12月18日 - バストーニュの戦い
- 12月29日 - ブダペスト包囲戦

## 1945年

### 1月
- 1月1日
  - - ドイツ、第一次コンラート作戦、また、大鉄槌作戦（英語版）、ノルトヴィント作戦開始
  - - シェノーニャの虐殺（英語版）発生
- 1月2日 - ニュルンベルクが連合国軍に爆撃される
- 1月6日 - アメリカ、ルソン島攻略のためリンガエン湾に上陸開始(リンガエン湾上陸（英語版）)
- 1月7日 - ドイツ、第二次コンラート作戦開始
- 1月9日 - アメリカ、ルソン島上陸
- 1月12日 - ヴィスワ＝オーデル攻勢開始
- 1月13日
  - - ソ連による第二次東プロイセン攻勢開始
  - - ドイツ、ハンニバル作戦開始
- 1月17日
  - - ドイツ、第三次コンラート作戦開始
  - - ソ連、ワルシャワ占領
- 1月18日 - 日本、本土決戦を決定
- 1月20日 - コルマールの戦い
- 1月27日 - ソ連、アウシュヴィッツ収容所解放
- 1月30日 - マルタ会談開催

### 2月
- 2月4日 - ヤルタ会談開催
- 2月9日 - エクアドルが枢軸国に宣戦布告
- 2月13日
  - - 連合国軍がドレスデン爆撃
  - - ソ連、ブダペスト解放
  - - パラグアイが枢軸国に宣戦布告
- 2月14日 - ベネズエラが枢軸国に宣戦布告
- 2月18日 - アメリカ、硫黄島に上陸
- 2月22日 - ウルグアイが枢軸国に宣戦布告
- 2月23日 - トルコが枢軸国に宣戦布告
- 2月24日 - ソ連による東ポンメルン攻勢（英語版）開始
- 2月26日 - エジプトが枢軸国に宣戦布告
- 2月27日 - レバノンが枢軸国に宣戦布告

### 3月
- 3月1日 - サウジアラビアが枢軸国に宣戦布告
- 3月3日
  - - アメリカ、マニラ解放
  - - フィンランドがドイツに宣戦布告
- 3月6日 - ドイツ、春の目覚め作戦開始
- 3月7日 - アメリカ、ランバージャック作戦（英語版）開始
- 3月9日 - 日本、明号作戦開始
- 3月10日 - アメリカ軍機約300機が東京大空襲
- 3月11日 - フランスの植民地支配からの独立のため、ベトナム帝国樹立
- 3月12日 - フランスの植民地支配からの独立のため、カンボジア王国樹立
- 3月13日 - アメリカ軍機約300機が大阪大空襲
- 3月14日 - イギリス、トランスポート作戦開始
- 3月17日
  - - 日本の硫黄島守備隊が玉砕
  - - ライン川のレマーゲン鉄橋が崩落
- 3月18日 - 九州沖航空戦
- 3月19日 - アメリカ軍機230機が名古屋大空襲
- 3月21日 - イギリス、カルタゴ作戦開始
- 3月24日 - 連合国軍、ヴァーシティー作戦決行
- 3月26日
  - - 日本、天号作戦開始
  - - アメリカが慶良間諸島に上陸(沖縄戦)
- 3月27日
  - - アルゼンチンが枢軸国に宣戦布告
  - - イギリス、ビルマ占領
- 3月30日 - ソ連、独領オーストリアに侵攻

### 4月
- 4月1日
  - - アメリカが沖縄本島に上陸
  - - 阿波丸事件
- 4月2日 - ソ連・ブルガリアがウィーンへ侵攻(ウィーン攻勢)
- 4月5日
  - - ケーニヒスベルクの戦い
  - - テッセル島でグルジア兵捕虜がドイツ兵に反乱(テッセルのグルジア人捕虜蜂起)
- 4月6日 - 日本、菊水作戦開始
- 4月7日 - 坊ノ岬沖海戦、戦艦大和沈没
- 4月8日
  - - 嘉数の戦い
  - - ラオス王国樹立
- 4月11日 - スペインが日本と断交
- 4月12日 - ルーズベルト病没、ハリー・S・トルーマンが引き継ぐ
- 4月13日
  - - ソ連、ウィーン占領
  - - ソ連、ザームラント攻略作戦（英語版）開始
- 4月16日
  - - ソ連がベルリン攻略開始(オーデル・ナイセの戦い・ベルリンの戦い)
  - - ゼーロウ高地の戦い
- 4月19日 - クヴェードリンブルク祭具盗難事件
- 4月20日
  - - ヒトラー、国防軍最高司令部や閣僚の避難を許可
  - - ソ連、ベルリンを砲撃
- 4月22日 - ソ連軍、ベルリン市街に突入
- 4月23日
  - - ソ連軍によるトロイエンブリーツェンの虐殺
  - - ベルリン市街戦
- 4月25日
  - - アメリカ軍とソ連軍がエルベ川付近で邂逅(エルベの誓い)
  - - ハルベの戦い
  - - イタリア社会共和国崩壊
  - - サンフランシスコ会議開催
- 4月27日 - コモ湖畔で民衆義勇軍、ムッソリーニを逮捕
- 4月28日 - ムッソリーニ銃殺
- 4月29日 - アメリカ軍、解放後のダッハウ強制収容所で職員・ドイツ軍捕虜等を虐殺(ダッハウの虐殺)
- 4月30日 - ヒトラー自殺

### 5月
- 5月1日
  - - カール・デーニッツらによるフレンスブルク政府樹立
  - - イギリス、ラングーン占領
- 5月2日 - ソ連、ベルリン占領
- 5月3日 - ブライブルクの虐殺発生
- 5月5日
  - - アメリカ軍とドイツ軍の一部兵士が共闘(イッター城の戦い)
  - - デンマーク解放
- 5月6日 - プラハの戦い
- 5月7日
  - - ランスにおいて、ドイツ国防軍最高司令部作戦部長アルフレート・ヨードル大将がドイツ軍の降伏文書に署名し、ドイツが降伏
  - - ハンガリー国崩壊
- 5月8日
  - - ベルリンにおいて、ドイツ国防軍最高司令部総長ヴィルヘルム・カイテル元帥が降伏文書を批准
  - - ドイツの傀儡政権、スロバキア共和国・クロアチア独立国とベーメン・メーレン保護領崩壊
- 5月9日 - ノルウェーのクヴィスリング政権崩壊
- 5月10日 - 原爆目標選定委員会にて、原爆投下対象の日本の都市が決められる
- 5月12日 - シュガーローフの戦い
- 5月14日 - ポリャーナの戦い（英語版）
- 5月15日
  - - 日本によるフランス領インドシナ政府解体(明号作戦)
  - - スロヴェニアでの戦闘(ポリャーナの戦い)が終了し、ここをもって欧州戦線が終結する
- 5月16日
  - - この大戦最後の水上戦闘ペナン沖海戦
  - - チェコスロバキア亡命政府がプラハに帰還
- 5月23日 - デンマークが日本に宣戦布告
- 5月24日 - 日本、義号作戦開始
- 5月25日 - アメリカ軍機約500機が東京・山の手を大規模空襲
- 5月29日 - アメリカ軍機約620機が横浜大空襲
- 5月31日 - アメリカ軍機約120機が台北大空襲

### 6月
- 6月5日
  - - 連合国によるベルリン宣言
  - - アメリカ、バーニー作戦開始
  - - アメリカ軍機約500機が神戸大空襲
- 6月6日
  - - 亡命したノルウェー国王帰国
  - - ブラジルが日本に宣戦布告
- 6月11日 - 沖縄の国吉にて大規模な陸戦
- 6月19日 - アメリカ軍機約240機が福岡大空襲
- 6月21日 - アメリカ、沖縄を占領
- 6月23日 - 沖縄における日本軍の組織的な戦闘終結
- 6月26日 - ロンドン会議開催

### 7月
- 7月6日 - ノルウェーが日本に宣戦布告
- 7月8日 - 真夜中の虐殺発生
- 7月14日 - 連合国軍が釜石を艦砲射撃
- 7月15日
  - - イタリアが日本に宣戦布告
  - - アメリカ、室蘭を艦砲射撃
- 7月16日 - アメリカニューメキシコ州で、長崎に投下されたファットマンと同型の原子爆弾を用いた人類史上初の核実験起こる
- 7月17日 - ポツダム会談開催
- 7月22日 - 東京湾海戦
- 7月26日
  - - アメリカ・イギリス・中国の三国首脳名でポツダム宣言が発せられる
  - - イギリス、ストラグル作戦開始
- 7月28日
  - - 大山口列車空襲
  - - 鈴木貫太郎首相、ポツダム宣言を黙殺するという発言を行う

### 8月
- 8月3日 - 橘丸事件
- 8月5日 - 湯の花トンネル列車銃撃事件
- 8月6日 - アメリカ、広島に原爆投下
- 8月8日
  - - ソ連、日本に宣戦布告
  - - 筑紫駅列車空襲事件
- 8月9日
  - - ソ連、満州に侵攻（ソ連対日参戦）
  - - アメリカ、長崎に原爆投下
- 8月10日
  - - 御前会議にて昭和天皇による降伏の聖断が行われる
  - - モンゴル人民共和国が日本に宣戦布告
- 8月11日 - ソ連、南樺太へ侵攻、樺太の戦い
- 8月12日 - 麻山事件
- 8月14日
  - - 大本営、攻勢の停止を命じる
  - - ソ連と中華民国が中ソ友好同盟条約を締結
  - - 葛根廟事件
- 8月15日 - 日本、玉音放送・無条件降伏
- 8月16日
  - - 日本の敗戦を受け、中華民国南京国民政府崩壊
  - - タイ、アメリカ・イギリスへの宣戦布告を無効と宣言
- 8月17日
  - - スカルノらによるインドネシア独立宣言
  - - 占守島の戦い
- 8月18日
  - - 日本の敗戦を受け、満州国崩壊
  - - ソ連、千島列島を攻撃
- 8月19日 - 日本の敗戦を受け、蒙古自治邦政府崩壊
- 8月22日 - 三船殉難事件
- 8月23日 - スターリン、日本兵捕虜のシベリア抑留を命じる
- 8月27日 - 敦化事件

### 9月
- 9月2日 - 戦艦ミズーリにて日本、降伏文書調印 終戦日。
- 9月4日 - 敗戦後も北東島にて任務を継続していたドイツ海軍ハウデーゲン気象観測隊が投降

## 1946年以降

### 1947年
- 2月10日 - 連合国とイタリア・ハンガリー・ブルガリア・フィンランド・ルーマニアの講和条約が個別に締結される(パリ条約)

### 1949年
- 5月23日 - ドイツ連邦共和国(西ドイツ)成立
- 10月7日 - ドイツ民主共和国(東ドイツ)成立

### 1951年
- 7月～11月 - イギリス・フランス・アメリカなどが、ドイツとの戦争状態終了の宣言を行う
- 9月8日 - 連合国とサンフランシスコ平和条約が締結され、日本占領の終了

### 1955年
- 1月25日 - ソ連がドイツとの戦争状態終了の宣言を行う

### 1956年
- 10月19日 - 日ソ共同宣言により日本とソ連の戦争状態終結を合意
- 12月12日 - 日ソ共同宣言発効

### 1990年
- 9月20日 - ドイツ最終規定条約調印、ドイツと連合国の講和が確認される

### 1991年
- 3月15日 - ドイツ最終規定条約の発効